# El Pan (kanton)
El Pan – kanton w Ekwadorze, w prowincji Azuay. Stolicą kantonu jest El Pan.